# Scatophagus frontalis
A Scatophagus frontalis a sugarasúszójú halak (Actinopterygii) osztályának sügéralakúak (Perciformes) rendjébe, ezen belül az árgushalfélék (Scatophagidae) családjába tartozó fosszilis faj.

## Tudnivalók
A Scatophagus frontalis a Tethys-óceánban, a középső eocén korszak iején élt. Maradványait Észak-Olaszországban, a Monte Bolca nevű rétegben fedezték fel.

## Fordítás
- Ez a szócikk részben vagy egészben  az   Argusfische című német Wikipédia-szócikk fordításán alapul.  Az eredeti cikk szerkesztőit annak laptörténete sorolja fel. Ez a jelzés csupán a megfogalmazás eredetét és a szerzői jogokat jelzi, nem szolgál a cikkben szereplő információk forrásmegjelöléseként.